# The Philanthropist
The Philanthropist er en amerikansk tv-serie skabt af Tom Fontana, Charlie Corwin og Jim Juvonen. Serien debuterede på NBC den 24. juni 2009.